# Pei Wei Asian Diner
A Pei Wei Asian Diner, LLC, com o nome comercial de Pei Wei Asian Kitchen, é uma cadeia de restaurantes americana que serve pratos pan-asiáticos e opera em 119 locais nos Estados Unidos. Os pratos do Pei Wei são feitos sob encomenda em uma cozinha de conceito aberto, usando métodos de cozimento como a queima de wok. O restaurante oferece personalização para os clientes, incluindo opções vegetarianas e sem glúten.
O conceito do Pei Wei é definido pelo setor de restaurantes como fast casual, oferecendo a conveniência do serviço de balcão e pedidos no caixa, juntamente com o serviço de mesa após o pedido ter sido feito. O Pei Wei também tem uma porta designada no restaurante para os caixas atenderem aos pedidos de comida para viagem.

## História
O Pei Wei Asian Diner foi fundado em 2000 como uma empresa irmã do P. F. Chang's China Bistro. O conceito era oferecer pratos preparados rapidamente. O nome “Pei Wei” é traduzido como “comida saborosa”. Nos anos seguintes, a empresa se expandiu rapidamente e abriu várias filiais nos Estados Unidos e em outros países.
Em 2018, a Pei Wei Asian Diner foi adquirida pela Centerbridge Partners, uma empresa de capital privado.
Em 5 de junho de 2019, a Pei Wei foi vendida para a PWD Acquisition LLC.

## Oferta de alimentos
O Pei Wei Asian Diner oferece uma seleção de pratos asiáticos, incluindo especialidades chinesas, tailandesas, japonesas, coreanas e vietnamitas. Os pratos são preparados na hora e podem ser personalizados de acordo com as preferências e necessidades dos clientes.

## Locais internacionais
Em 2011, a Pei Wei anunciou um acordo com a Alsea para abrir franquias no México. A primeira unidade no México foi inaugurada em 2012. Devido ao desempenho abaixo do esperado, todas as unidades da Cidade do México foram fechadas até o final de 2014. Todas as três unidades estavam localizadas na Cidade do México.
Em agosto de 2012, a Pei Wei abriu sua primeira unidade no Kuwait, operada pela M.H. Alshaya Co. O mesmo franqueado abriu a primeira unidade em Dubai, Emirados Árabes Unidos, em abril de 2013. No final de 2014, a Pei Wei tinha cinco unidades internacionais: duas unidades no Kuwait, e três nos Emirados Árabes Unidos.
Em setembro de 2016, o Pei Wei abriu sua primeira unidade no Leste Asiático, na Coreia do Sul, por meio de uma parceria com a ELX Food & Beverage. A unidade coreana no Starfield Hanam de Seul, o maior shopping center do país.